# Rudolf Katzer
Richard Rudolf Katzer (Bożków, 1888 – ...) è stato un pistard tedesco.

## Palmarès

### Olimpiadi
- Argento a Londra 1908 nell'inseguimento a squadre.